# 兰塞勒
兰塞勒（法語：Linselles，法語發音：[lɛ̃sɛl]）是法国上法蘭西大區北部省的一个市镇，位于该省中部偏西北，属于里尔区和里尔欧洲都会区。

## 地理
兰塞勒（50°44'14"N, 3°4'46"E）面积11.71 平方千米，位于法国上法蘭西大區北部省，该省份为法国最北部的省份及最长的省份，西北濒北海，西接加来海峡省，南至埃纳省和索姆省，东与比利时接壤。
与兰塞勒接壤的市镇（或旧市镇、城区）包括：旺布勒希、南韦尔维克、邦迪、布斯贝克、科米讷、德勒河畔凯努瓦、龙克。
兰塞勒的时区为UTC+01:00、UTC+02:00（夏令时）。

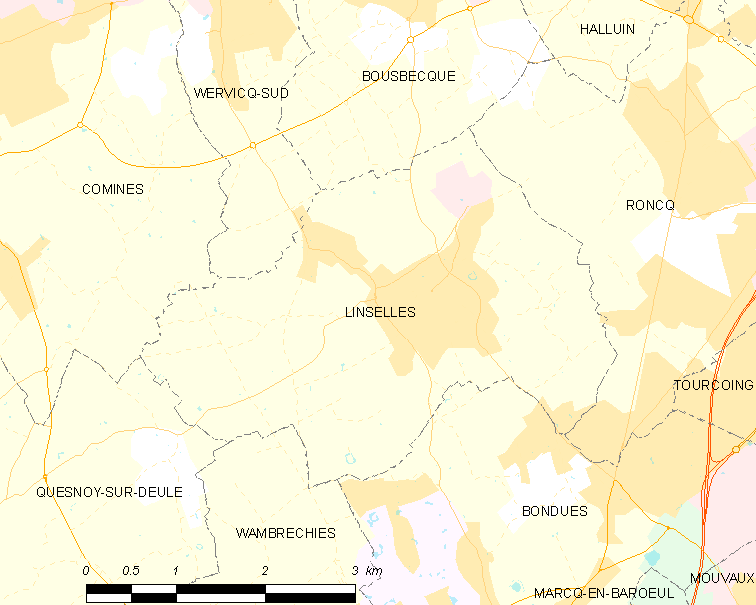
兰塞勒的OSM定位图

## 行政
兰塞勒的邮政编码为59126，INSEE市镇编码为59352。

## 政治
兰塞勒所属的省级选区为朗贝萨尔县。

## 人口

1962-2008年间兰塞勒人口变化图示

兰塞勒于2022年1月1日时的人口数量为8177人。